# Portulaca cyclophylla
Portulaca cyclophylla är en portlakväxtart som beskrevs av Ferdinand von Mueller. Portulaca cyclophylla ingår i släktet portlaker, och familjen portlakväxter. Inga underarter finns listade i Catalogue of Life.